# Narthecium
Narthecium es un género botánico de la familia de las Nartheciaceae. Este género ha sido con frecuencia tratado como de la familia Liliaceae, pero en el sistema APG II, de 2003, lo coloca en la familia antedicha. 
Tiene distribución global: - 1 especie en Asia, 1-5 especies en Europa (ver Narthecium ossifragum, 2 especies en Norteamérica. Las especies norteamericanas son:
- Narthecium californicum: costa oeste.
- Narthecium americanum: costa este, normalmente restringida a tierras con pinos del sur de Nueva Jersey, y posiblemente unos pocos sitios en las Carolinas. Narthecium americanum es candidata a ser listada bajo el Ley Federal de Especies Amenazadas.

## Especies
- Narthecium americanum Ker Gawl., Bot. Mag. 37: t. 1505 (1812).
- Narthecium asiaticum Maxim., Bull. Acad. Imp. Sci. Saint-Pétersbourg 11: 438 (1867).
- Narthecium balansae Briq., Annuaire Conserv. Jard. Bot. Genève 5: 77 (1901).
- Narthecium californicum Baker, J. Linn. Soc., Bot. 15: 351 (1876).
- Narthecium ossifragum (L.) Huds., Fl. Angl.: 128 (1762).
- Narthecium reverchonii Celak., Oesterr. Bot. Z. 37: 154 (1887).
- Narthecium scardicum Košanin, Oesterr. Bot. Z. 63: 141 (1913).